# تپه پادار تپه
تپه پادار تپه مربوط به دوران‌های تاریخی پس از اسلام است و در شهرستان همدان، بخش شراء، دستان جیحون دشت، روستای جیحون آباد واقع شده و این اثر در تاریخ ۱۸ اسفند ۱۳۸۷ با شمارهٔ ثبت ۲۵۱۸۳ به‌عنوان یکی از آثار ملی ایران به ثبت رسیده است.